# غيريتسو كوتاي تاي
غيريتسو (باليابانية: 義 烈 空 挺 隊، غيريتسو كوتاي تاي) («المظليون المغاوير») كانت وحدة من القوات الخاصة المجوقلة التابعة للجيش الإمبراطوري الياباني التي تشكلت من مظليين الجيش، تأسست في نوفمبر 1944 كمحاولة أخيرة لتقليل وتأخير غارات الحلفاء على جزر اليابان الرئيسية. كانت قوة غيريتسو الخاصة تحت قيادة الفريق ميتشيو سوغاهارا.

## تاريخها
انظر أيضاً: الغارات الجوية اليابانية على جزر ماريانا
بعد أن بدأت القاذفات الاستراتيجية من طراز بوينغ بي-29 سوبر فورترس التابعة للقوات الجوية الأمريكية هجماتها على طوكيو من قواعدها في جزر ماريانا، تلقت كتيبة الإغارة الأولى لتيشين شودان أمراً بتشكيل وحدة مغاوير لمهمات «العمليات الخاصة» لمهاجمة وتدمير القاذفات الأمريكية في مطار أسليتو في سايبان. جرى اختيار النقيب ميتشيرو أوكوياما، قائد سرية المهندسيين بالكتيبة والمتدرب على مهام التخريب والهدم قائداً للمهمة، وقد اُختير 126 رجلاً إضافياً من فريقه (فوج تيشين-دان الأول، السرية الرابعة) لتشكيل أول وحدة غيريتسو محمولة جواً. والتي انتظمت في البداية مع قسم القيادة وخمس فصائل وفرقة مستقلة واحدة، كان مقرها في الأكاديمية الجوية التابعة للجيش الإمبراطوري الياباني في سايتاما. ضمت الوحدة أيضا ثمانية ضباط استخبارات ورجلين من مدرسة ناكانو.

## وسائلها
كان من المقرر أن تجرى عمليات غيريتسو ليلاً، بدءاً مع التمهيد قبلها بضربات جوية من قاذفات القنابل. بعد ذلك، سيجرى إبرار وحدات المغاوير في المطار المستهدف عن طريق هبوط اضطراري لوسائل النقل الخاصة بهم. ونظراً لأنه لم يكن هناك أي طريقة لاستعادة القوة الضاربة، إلى جانب فكرة رفض الاستسلام في العقيدة العسكرية اليابانية في ذلك الوقت، كان ذلك يعني أن عمليات غيريتسو البرية بمثابة هجمات انتحارية فعالة.

## عملياتها
كان من المقرر الهجوم على ماريانا في 24 ديسمبر 1944، لكن جرى إلغائه بعد أن دمرت الغارات الأمريكية مطارات التزود بالوقود المخطط لها على آيو جيما. بعد إلغاء غارة ماريانا، وضعت خطط لمهاجمة المطارات على آيو جيما التي استولت عليها قوات مشاة البحرية الأمريكية في مارس، لكنها أُلغيّت أيضاً عندما سقطت حامية آيو جيما.
في 1 أبريل، هبطت القوات الأمريكية على أوكيناوا واجه الجنود الأمريكيون المتمركزون على الساحل الغربي لأوكيناوا طائرات الكاميكازي المهاجمة لأسطول الأمريكي وأسقطوا العديد منها. في منتصف شهر أبريل، طلب الجيش الجوي السادس إعداد قوات غيريتسو الخاصة لتحييد هذه المطارات، فيما أطلق عليه «عملية جي-غو». وفي 18 مايو، أُذنّ بتنفيذها.

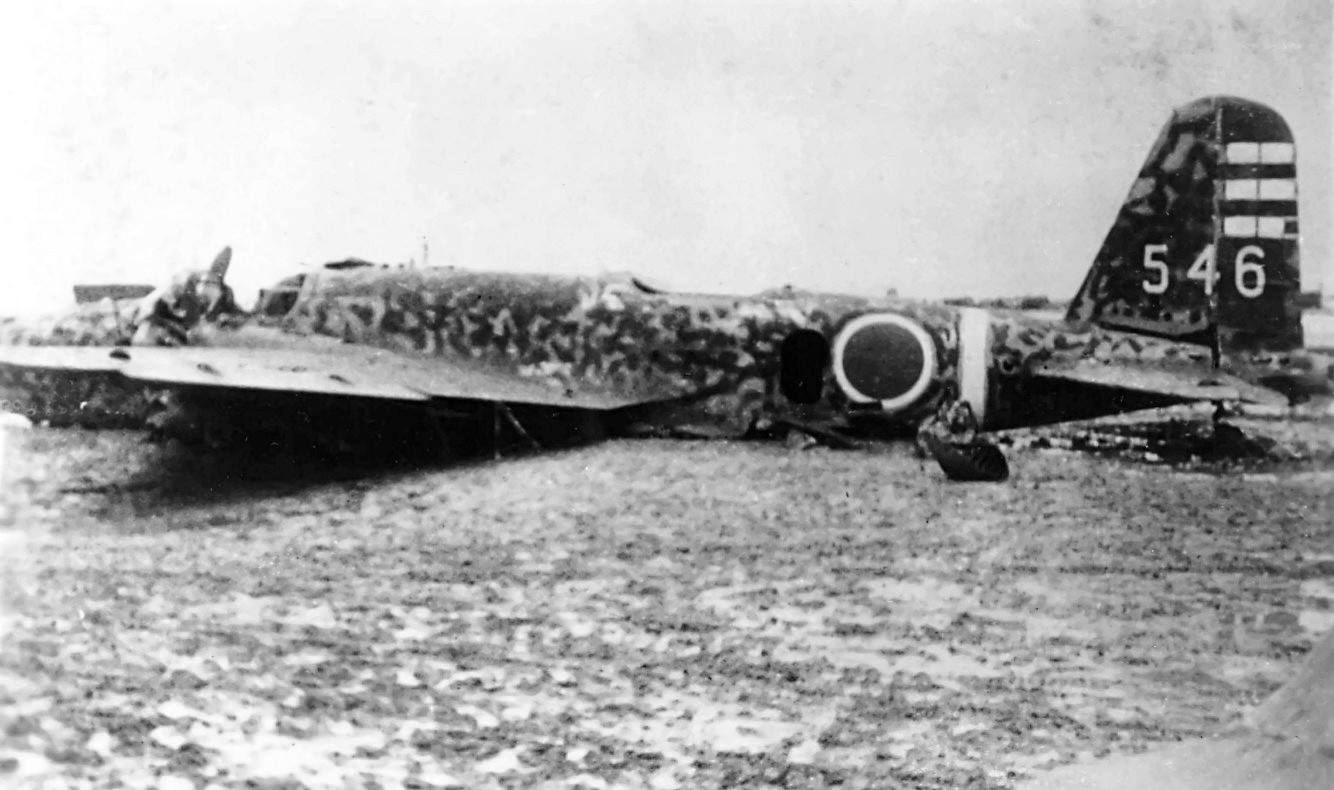
كي-21 طراز (IIb) تابعة للسرب المستقل الثالث (دايزان دوكريتسو هيكاي تاي) في مطار يونتان، 25 مايو 1945

في ليلة 24 مايو 1945، أقلعت 12 طائرة ميتسوبيشي كي-21 طراز (IIb) تتبع دايزان دوكريتسو هيكاي تاي («السرب المستقل الثالث»: على متنها 32 من أفراد الطاقم الجوي بقيادة النقيب سوابي شويتشي) لأجل الإغارة، كل منها تحمل 14 رجل من المغاوير. عُينت ثمانية لمهاجمة يونتان وأربعة لكادينا. لغت أربع طائرات المهمة وعادت بسبب أعطال في المحرك وأُسقطت ثلاث طائرات أخرى، لكن خمس طائرات تمكنت من الهبوط الاضطراري في مطار يونتان خلال الفوضى التي تسبب بها هجوم تضليلي شنته حوالي 50 من قاذفات ومقاتلات القوات الجوية للجيش الإمبراطوري الياباني والقوات الجوية للبحرية الإمبراطورية اليابانية.

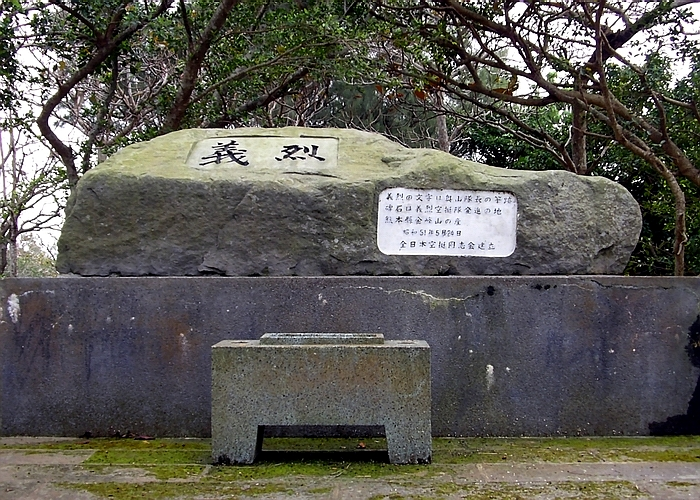
نصب تذكاري لمغاوير غيريتسو في إتومان، أوكيناوا

هبطت طائرة واحدة فقط بنجاح. بحوالي 10 مهاجمين على قيد الحياة، مسلحون ببنادق رشاشة ومتفجرات مختلفة ثم عاثوا خراباً في الإمدادات والطائرات المجاورة، مما أسفر عن مقتل جنديين أمريكيين وتدمير 70 ألف جالون من الوقود وتسع طائرات وإتلاف 29 آخرين قبل أن يقتل المدافعون معظمهم. نجا أحد أفراد قوة الغارة وتمكن من شق طريقه عبر ساحة المعركة حتى وصل إلى مقر الجيش الثاني والثلاثين (المرابض في أوكيناوا) في حوالي 12 يونيو.
وقد خُططّ مجدداً لهجوم ثان واسع النطاق على قواعد في ماريانا بهدف محدد لتدمير قاذفات القنابل بوينغ بي-29 سوبر فورترس بقوة قوامها 60 طائرة نقل و900 من المغاوير في ليالي 19-23 أغسطس 1945 (عملية كين-غو). لكن في 15 أغسطس، استسلمت اليابان وألغيت العملية.

## الزي والتسليح
كان أفراد غيريتسو يرتدون زياً مموهاً مصنوع يدوياً ويحملون معدات خاصة. كان معظمهم مسلحين برشاشات طراز 100 وبنادق طراز 99 ورشاشات خفيفة طراز 99 وحراب طراز 30 وقاذفات قنابل يدوية طراز 89 وقنابل يدوية طراز 99 وألغام طراز 99، بالإضافة إلى مسدسات طراز 94 عيار 8 ملم.